# 迷宮カフェ
『迷宮カフェ』（めいきゅうカフェ）は、2015年公開の日本映画。
帆根川廣のオリジナル脚本によるサスペンスタッチのヒューマン・ドラマ。骨髄提供と自殺志願者を題材とし、山奥にあるカフェを舞台に展開する。カフェの店主を関めぐみが演じる。

## あらすじ
その古びたカフェには、訪れる客が次々に失踪するという怪しげな噂があった。落ちぶれた週刊誌の記者・榎木田（大迫一平）は、人里離れた山奥に佇むカフェを訪れていた。うまくネタを掴めば金になると踏んだのだ。
カフェの女主人・マリコ（関めぐみ）は明るく活発な印象だが時折影のある表情をみせる美人だった。榎木田は客をよそおって聞き込みを始める。おもな常連客は、気弱なボディビルダーの松浦（角田信朗）、婚約者に逃げられたアスカ（市川由衣）、頭脳明晰で無差別殺人を企てていたというスグル（藤原薫）の三人だった。

## 出演
- マリコ - 関めぐみ
- アスカ - 市川由衣
- スグル - 藤原薫
- 松浦 - 角田信朗
- 榎木田 - 大迫一平
- ソラ - 荒川ちか
- マリコ（少女時代） - 柴田杏花
- 調整医師 - 吉井怜
- 三平 - 生島ヒロシ
- 編集長 - 螢雪次朗
- 骨髄移植コーディネーター - 津川雅彦

## スタッフ
- 監督：帆根川廣
- 脚本：帆根川廣
- プロデューサー：橋口一成
- ラインプロデューサー：鶴賀谷公彦
- 音楽：松岡政長
- 撮影：石井浩一
- 美術：松本知恵
- 照明：椎原教貴
- 監督補：緒方貴臣
- 編集：帆根川廣
- ヘアメイク：新井みどり
- 衣装：片柳利依子
- 主題歌：androp「March」（ワーナーミュージック・ジャパン）
- オープニング曲：mama!milk「0」（Raft music）
- 企画：KOTSUZUI EIGA PROJECT、スタジオステパノ
- 製作：ワンワークス
- 宣伝：太秦
- 配給：KADOKAWA